# The Wellesley Edition
 The Wellesley Edition („Die Wellesley Edition“), nach dem Ort Wellesley mit dem berühmten Wellesley College für Frauen, ist eine von Jan LaRue (1918–2003) begründete Editionsreihe mit musikalischen Werken. Sie erschien in Wellesley (Massachusetts) in den Jahren 1950 bis 1973. Herausgeber der Bände 10 und 11 war Owen Jander. Die Bände 4, 7 und 9 wurden nach worldcat.org nie veröffentlicht.

## Inhaltsübersicht
- 1. Fancies and Ayres / John Jenkins
- 2. Six scenes from the Protevangelion / Hubert Lamb
- 3. The Dublin virginal manuscript
- 4. J. Haydn, 3 Divertimenti
- 5. The Italian cantata I: A.Cesti
- 6. Fifteenth century basse dances : Brussels Bibliothèque royale Albert Ier, MS 9085 collated with Michel Toulouze's L'Art et instruction de bien dancer
- 8. The Bottegari lutebook (Von dem Florentiner Cosimo Bottegari, 1554–1620)
- 10. Three-part fancy and ayre divisions, for two trebles and a bass to the organ / John Jenkins
- 11. Orontea / Antonio Cesti